# Humberstone Park
Humberstone Park - park położony we wschodniej części miasta Leicester o powierzchni 20 hektarów otwarty w 1925 roku. Park znajduje się 3 km od centrum miasta. Przez park przepływa niewielka rzeka Bushby Brook.
Nazwa parku pochodzi od duńskiej nazwy Hubba’s Ton.
Park obsadzony jest w większości drzewami wierzby, brzozy i leszczyny.
W parku znajduje się kawiarnia Humberstone Park Cafe czynna siedem dni w tygodniu.
Park służy również jako miejsce rekreacyjne. Na terenie parku znajdują się trzy boiska do piłki nożnej, cztery korty tenisowe, boisko do krykieta, plac zabaw dla dzieci.
Park otoczony jest ulicami Uppingham Road, Ambassador Road, Wicklow Drive, Freeman Road North.